# Pavimentum

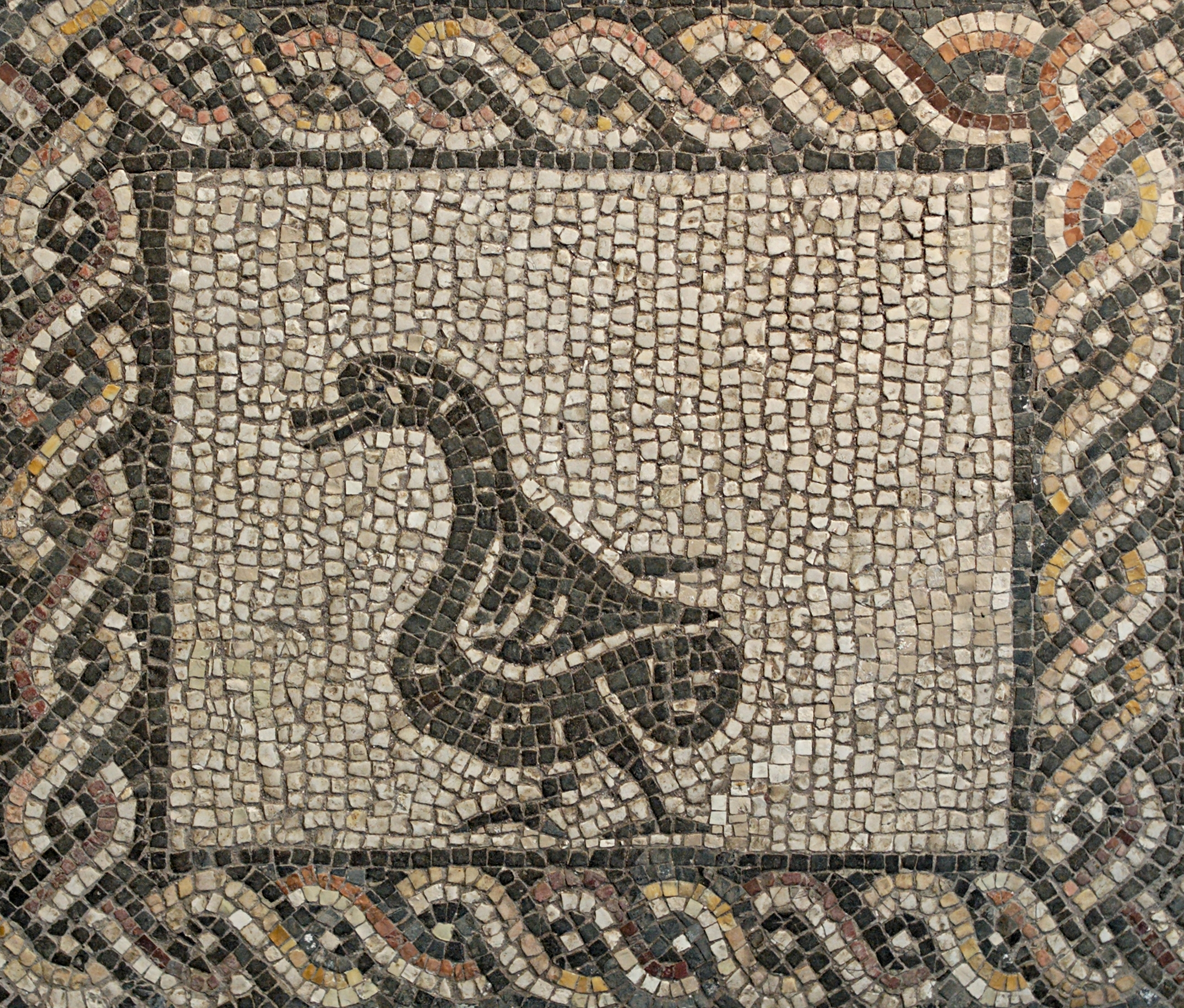
Mosaikboden mit Ente in Opus tessellatum.

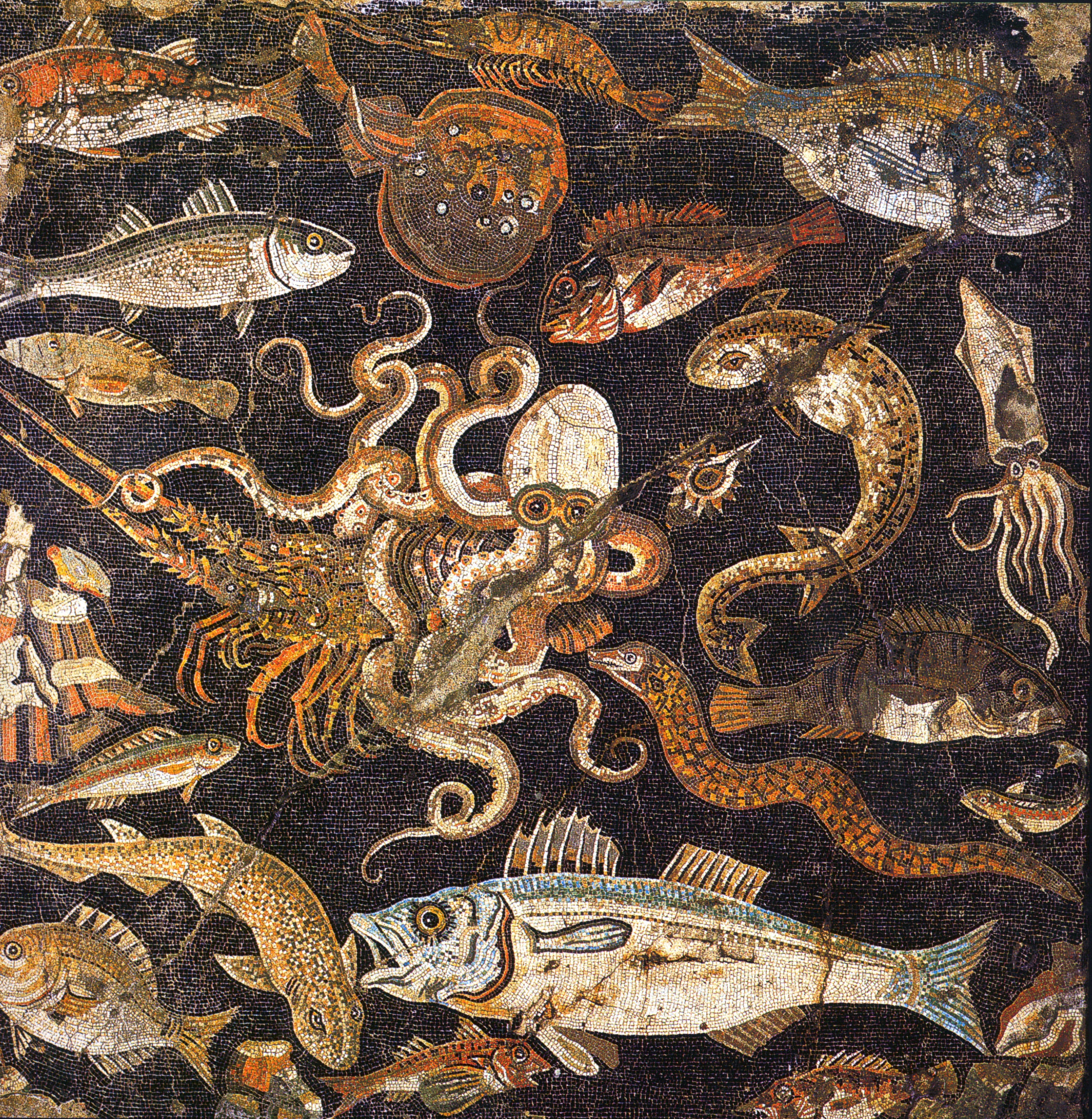
Mosaikemblem in Opus vermiculatum als Teil eines Fußbodens aus Pompeji (Archäologisches Nationalmuseum Neapel).

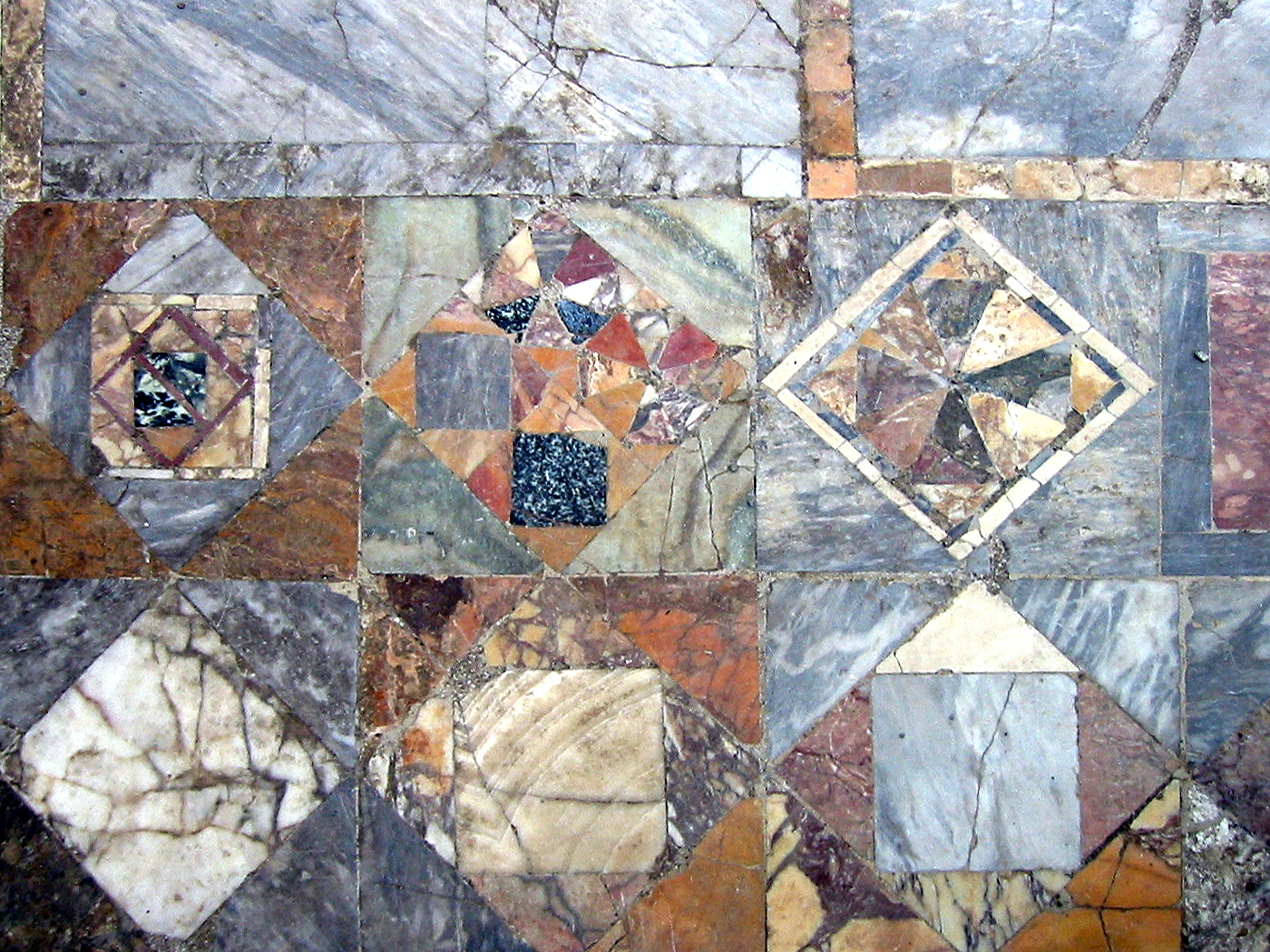
Fußboden in Opus sectile in Herculaneum

Pavimentum (Plural: pavimenti, von lateinisch pavitum ‚gestampft‘) bezeichnet in der antiken Architektur jede Art gefestigter oder fester Bodenbeläge.
Verfestigte Fußböden aus gestampftem Lehm, Kalkbeton oder Mischungen mit Splitt, Bruchstein oder Ziegelbruch sind schon in vorgeschichtlicher Zeit nachgewiesen, beispielsweise in Troja I. Aus mykenischer Zeit sind Böden aus Beton, bemalte Stuckböden auf Betonunterlage, Kieselfußböden und Plattenbeläge bekannt. Das heißt, die Haupttypen von Pavimenti waren im Wesentlichen schon in der Frühzeit bekannt:
- mechanisch (durch Stampfen), chemisch (durch Beimengung von gebranntem Kalk) oder durch Beimischung (Kies, Splitt etc.) verfestigte Böden
- gegossene Böden (Beton, Stuck, Gips)
- gepflasterte Böden
  - mit geschnittenen Platten aus Stein (z. B. Marmor),
  - mit Bruch- oder Pflastersteinen, oder
  - mit keramischen Platten (Ausziegelungen)
- Böden mit mehrschichtigem Aufbau

Im klassischen Griechenland wurde der mehrschichtige Bodenaufbau weiter entwickelt. Vitruv beschreibt eine für Speiseräume (Triclinium) verbreitete Bodenform: über einer ca. 45 cm dicken Schicht aus Scherben und Schutt wird eine ca. 15 cm starke Mörtelschicht gegossen, wobei der Mörtel aus Kalk, Sand, Asche und Kohlestaub einen schwarzen Belag ergibt, der abschließend mit Steinen geglättet wird, was, wie Vitruv bemerkt, einen sowohl ansprechenden als auch preiswerten und pflegeleichten schwarzen Bodenbelag ergibt.
Als Sonderform des Steinpflasterbodens gab es den sogenannten Lithostroton aus kleinen, unregelmäßigen farbigen Marmorsteinen, der aber vom eigentlichen Mosaikboden unterschieden wird.
Über die römischen Techniken des Bodenaufbaus sind wir sowohl aus den Quellen,
als auch durch archäologische Funde (vor allem aus Pompeji und Herculaneum) gut unterrichtet.
Verbreitet waren vor allem Böden aus Opus signinum: Mörtel mit eingemischten Kies, Terracotta- oder Keramikfragmenten wurde so geglättet, dass ein Marmoreffekt entstand.
Als aufwendigere Formen der Bodengestaltung gab es noch:
- Pavimentum Tessellatum: einfachere, meist zweifarbige Mosaikböden, vorwiegend mit geometrischen Ornamenten (siehe dazu auch Opus tessellatum)
- Pavimentum Vermiculatum: Böden mit vielfarbigen Bildmosaiken, meist eingesetzte Teile eines größeren Mosaikfußbodens
- Pavimentum Sectile: im Prinzip Einlegearbeiten aus genau zugeschnittenen Steinplatten (siehe dazu auch Opus sectile)